# Campionati europei juniores di scherma 2012
I Campionati europei juniores di scherma del 2012 (2012 European Juniors Fencing Championships) sono stati organizzati dalla Confederazione europea di scherma e si sono svolti a Parenzo, in Croazia, dal 29 febbraio al 9 marzo 2012.
Nel fioretto, si sono aggiudicati il titolo di campione europeo il russo Kirill Ličagin, che ha battuto in finale il ceco Alexander Choupenitch, e l'italiana Alice Volpi che ha avuto la meglio sulla connazionale Camilla Mancini.
Nella spada il danese Frederik Von Der Osten ha battuto in finale il russo Vadim Anochin, mentre tra le donne la francese Lauren Rembi ha superato l'israeliana Alona Komarov.
Nella sciabola il magiaro Andras Szatmari ha prevalso sul francese Emmanuel Gans, mentre la magiara Anna Marton ha battuto la russa Jana Egorjan.
Nei campionati europei juniores a squadre maschili, la nazionale italiana ha prevalso nella finale del fioretto contro la Russia, mentre la nazionale russa ha vinto nella spada contro la formazione iberica, ed infine la nazionale tedesca ha avuto la meglio sulla compagine magiara nella sciabola.
Nei campionati europei juniores a squadre femminili, la nazionale italiana ha prevalso nella finale del fioretto contro la Francia, l'Italia ha vinto nella spada contro la compagine tedesca, ed infine la formazione russa ha avuto la meglio sulla nazionale ucraina nella sciabola.

## Podi

### Uomini
| Specialità  | Oro                                                                          | Argento                                                                          | Bronzo                                                                 |
| Individuali |                                                                              |                                                                                  |                                                                        |
| Fioretto    | Kirill Ličagin                                                               | Alexander Choupenitch                                                            | Aymeric Escurat Filippo Guerra                                         |
| Spada       | Frederik Von Der Osten                                                       | Vadim Anochin                                                                    | Yuval Shalom Freilich Balázs Hamar                                     |
| Sciabola    | Andras Szatmari                                                              | Emmanuel Gans                                                                    | Stefano Scepi Aleksandr Trušakov                                       |
| A squadre   |                                                                              |                                                                                  |                                                                        |
| Fioretto    | Italia Daniele Garozzo Filippo Guerra Lorenzo Nista Francesco Ingargiola     | Russia Ilya Degtyarev Evgeniy Filippov Kirill Lichagin Timur Safin               | Germania Georg Doerr Mark Perelmann Andre Raisch Andre Sanita          |
| Spada       | Russia Vadim Anochin Sergej Bida Nikita Glazkov Alexey Kalinin               | Spagna Adrián Arnanz Guillermo Migallán Yulen Pereira Guillame Sánchez Rodríguez | Italia Simone Esposito Marco Fichera Andrea Santarelli Andrea Vallosio |
| Sciabola    | Germania Richard Huebers Maximilian Kindler Florian Lehnert Robin Schroedter | Ungheria Etele Ravasz Bence Szabó András Szatmári Ferenc Valkai                  | Russia Kamil Ibragimov Artur Okunev Ivan Tereškin Aleksandr Trušakov   |

### Donne
| Specialità  | Oro                                                                       | Argento                                                                      | Bronzo                                                                       |
| Individuali |                                                                           |                                                                              |                                                                              |
| Fioretto    | Alice Volpi                                                               | Camilla Mancini                                                              | Beatrice Monaco Lejla Pirieva                                                |
| Spada       | Lauren Rembi                                                              | Alona Komarov                                                                | Avital Marinuk Alberta Santuccio                                             |
| Sciabola    | Anna Marton                                                               | Jana Egorjan                                                                 | Alina Komaščuk Kata Várhelyi                                                 |
| A squadre   |                                                                           |                                                                              |                                                                              |
| Fioretto    | Italia Olga Rachele Calissi Camilla Mancini Beatrice Monaco Alice Volpi   | Francia Clarisse Luminet Julie Mienville Jeromin Mpah-Njanga Pauline Ranvier | Russia Jana Alborova Lejla Pirieva Alime Rašidova Adelina Zagidullina        |
| Spada       | Italia Camilla Batini Giulia Guerra Federica Santandrea Alberta Santuccio | Germania Florina Plachta Nadine Stahlberg Stephanie Suhrbier Kristin Werner  | Russia Julija Bachareva Aleksandra Magdič Tat'jana Gudkova Violetta Chrapina |
| Sciabola    | Russia Yana Egorian Elizaveta Kiryanova Mariya Ridel Tatiana Sukhova      | Ucraina Lera Čudikova Alina Komaščuk Olena Kravac'ka Maryna Semenko          | Ungheria Renáta Katona Luca László Anna Marton Kata Várhelyi                 |